# Taifa Almería

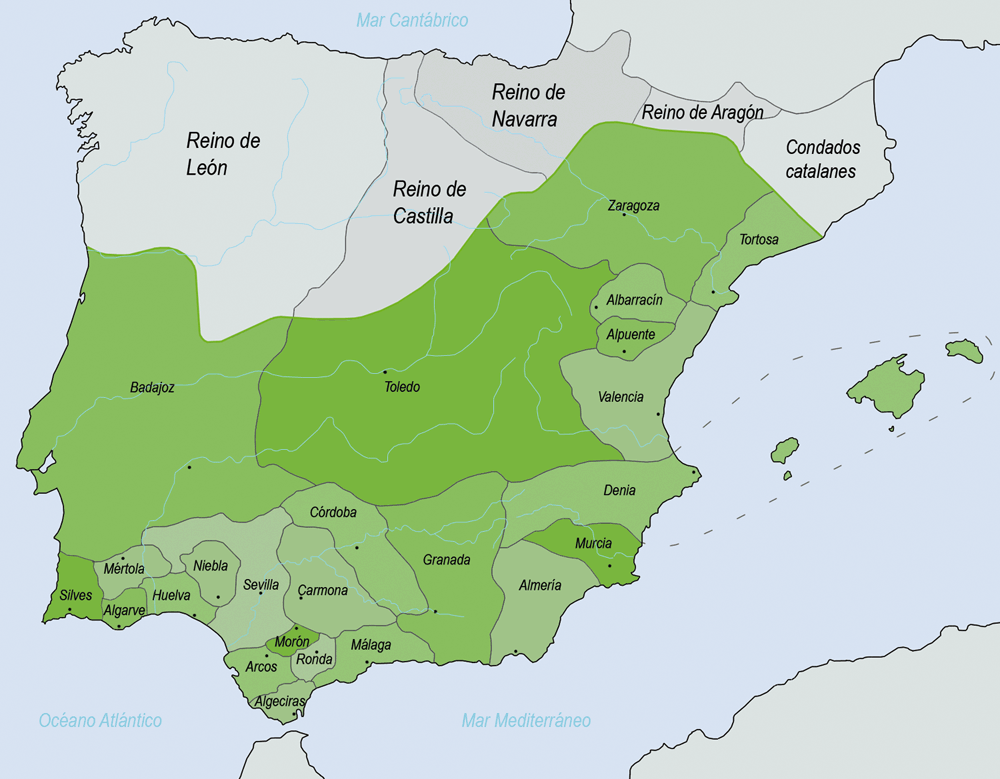
Ligging t.o.v. andere taifa's

De taifa Almería (Arabisch: طائفة المرية , Ta'ifa Almería) was een emiraat (taifa) in de regio Andalusië in het zuiden van Spanje. De stad Almería (Arabisch: Al-Mariyya) was de hoofdplaats van de taifa. De taifa kende twee onafhankelijke periodes, van 1012 tot 1038 en van 1041 tot 1091.

## Lijst van emirs
Saqaliba (bevrijdde slaven)
- Aftah: 1011/12–1014
- Jayrán el-Saqlabi: 1014–1028
- Abu al-Kasim Zuhair: 1028–1038
- Abu Bakr al-Ramini: 1038
- Aan taifa Valencia: 1038–1041

Banu Sumadih
- Ma'n ibn Mohammed ibn Sumadih: 1041–1051
- Abu Yahya Mohammed ibn Ma'n al-Mutasim: 1051–1091
- Ahmed ibn Mohammed Mu'Izz al-Dawla: 1091
- Aan Almoraviden uit Marokko: 1091–1140

## Afbeeldingen

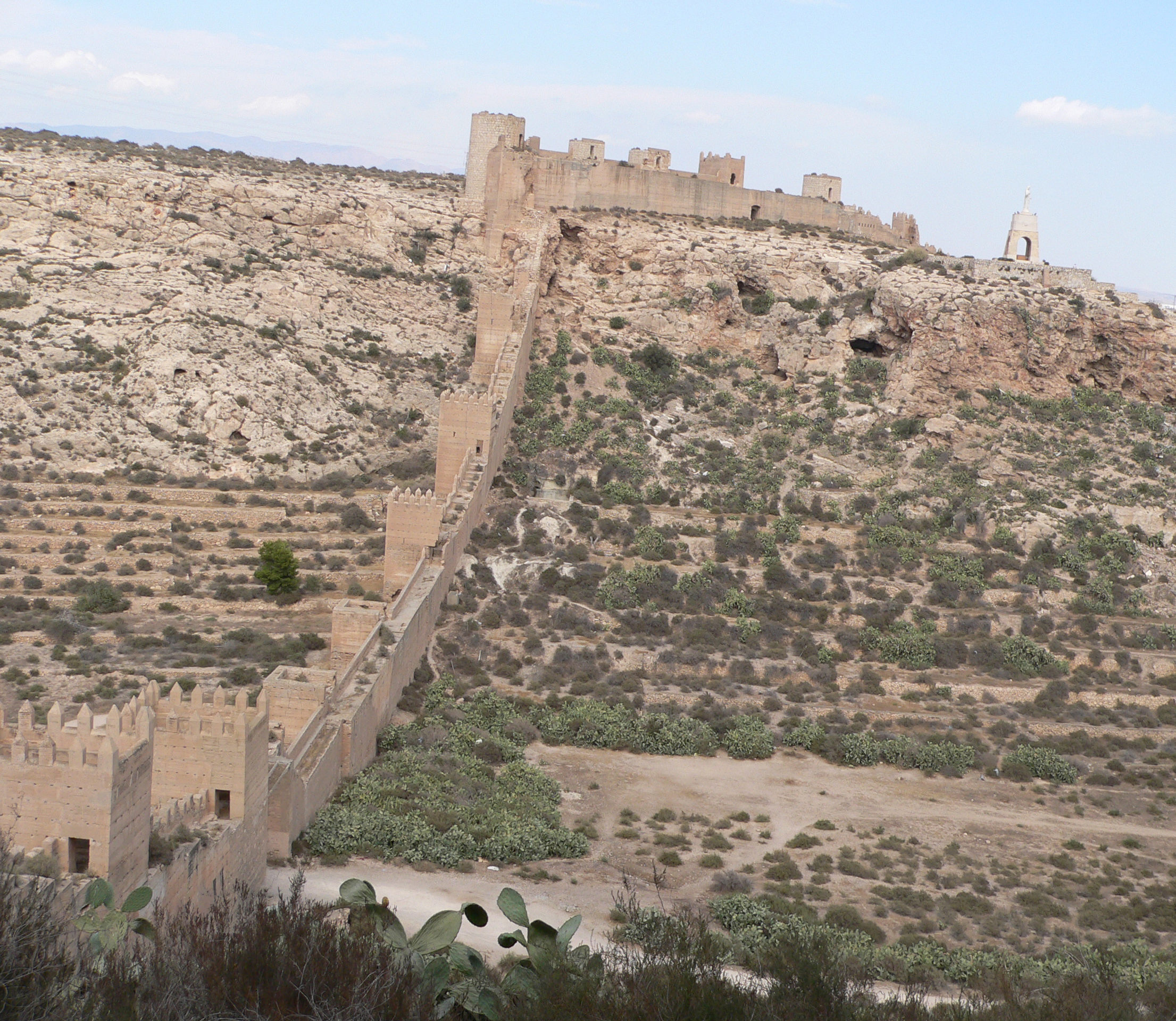
Muren bij Jayran uit de tijd van taifa Almería
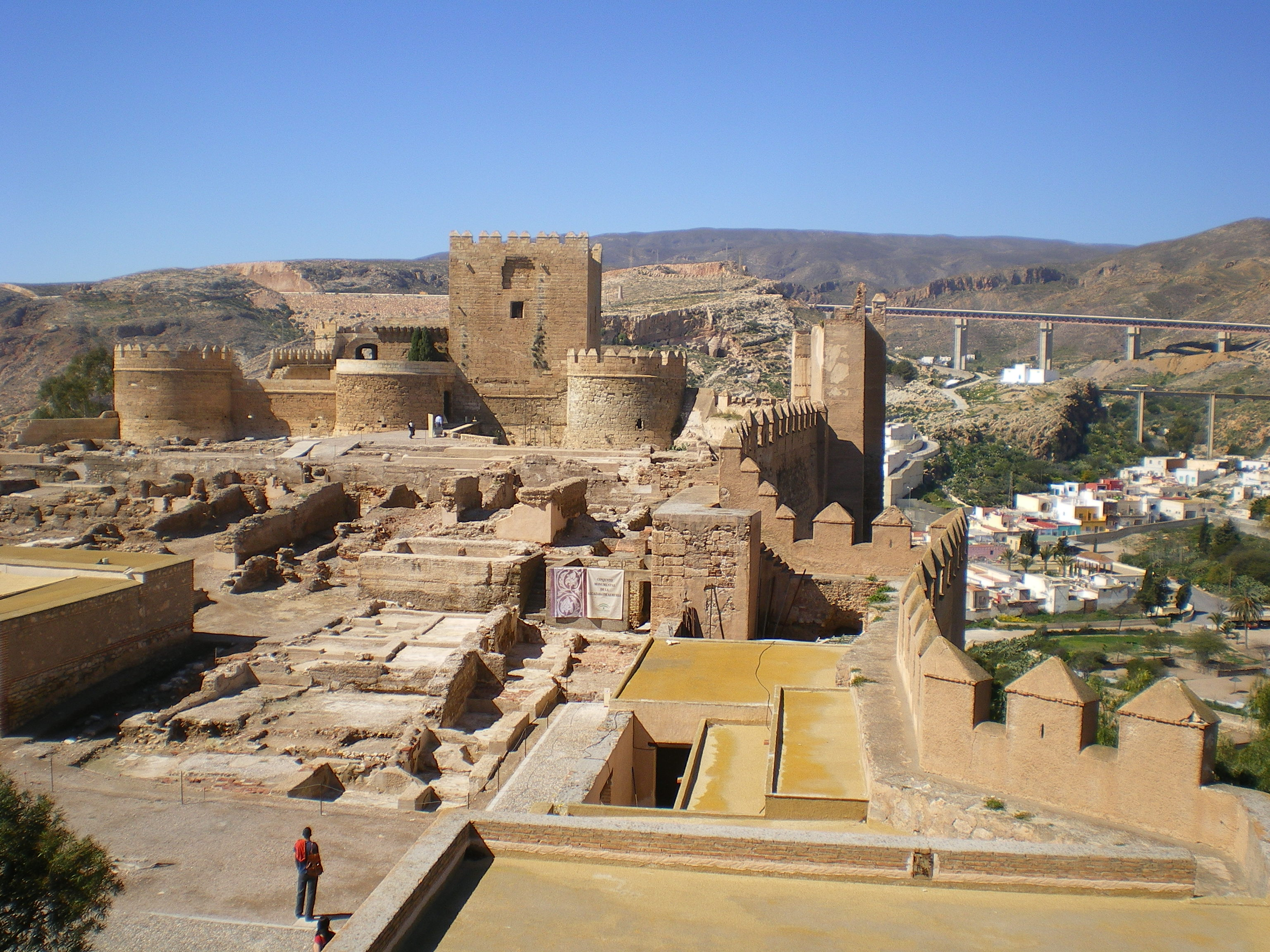
Ruïnes bij Almotacín uit de tijd van taifa Almería